# Baldur's Gate II: Throne of Bhaal
Baldur's Gate II: Throne of Bhaal er et computerrollespil i Baldur's Gate-serien og er en udvidelse til Baldur's Gate II: Shadows of Amn. Det er bygget op over Advanced Dungeons and Dragons-regelsættet, som er udgivet af Wizards of the Coast.
Historien i Throne of Bhaal fortsætter hvor Baldur's Gate II: Shadows of Amn sluttede. Det er muligt at fortsætte eventyret i Throne of Bhaal med figurerne fra Shadows of Amn.
Spillet foregår i Faerûn-verdenen, som er en del af Forgotten Realms-universet.
Spillet er bygget op, så du har en hovedkarakter og derudover samler en gruppe undervejs i spillet.
Undervejs i spillet skal der løses quests, og man får uddelt XP (experience points).